# Бутано-канадские отношения
Бутано-канадские отношения — двусторонние дипломатические отношения между Канадой и Королевством Бутан.
Бутан поддерживал официальные отношения с Канадой с 2003 года. Бутан представлен своей представительством при ООН в Нью-Йорке. Канада имеет представительство в Нью-Дели.

## История
Отношения между двумя странами начали формироваться в период 1960-х годов, когда канадский иезуитский священник Уильям Маккей построил первую в Бутане высшую школу. В последствии Маккей и ещё несколько канадцев стали основоположниками Образовательной системы в Бутане
Канада стала 22-м государством, сформировавшим отношения с Бутаном. 10 августа 2009 года Джозеф Кэрон, посол Канады в Непале и Бутане, посетил монастырь Ташичо-дзонг на севере Тхимпху, столицы Бутана.
В 2018 году страны Отмечали 15-летие установления официальных отношений.

## Граждане Бутана в Канаде
Канадское правительство заявляло о как минимум 6 тыс. бутанских беженцев, проживающих в Канаде.